# Арса (Илиноис)
Арса (Илиноис) (енгл. Ursa) град је у америчкој савезној држави Илиноис.

## Демографија
По попису из 2010. године број становника је 626, што је 31 (5,2%) становника више него 2000. године.
| Група             | 2000.       | 2010.       |
| Белци             | 581 (97,6%) | 616 (98,4%) |
| Афроамериканци    | 0 (0,0%)    | 1 (0,2%)    |
| Азијати           | 3 (0,5%)    | 2 (0,3%)    |
| Хиспаноамериканци | 10 (1,7%)   | 4 (0,6%)    |
| Укупно            | 595         | 626         |